# Bureau Internacional de Exposições

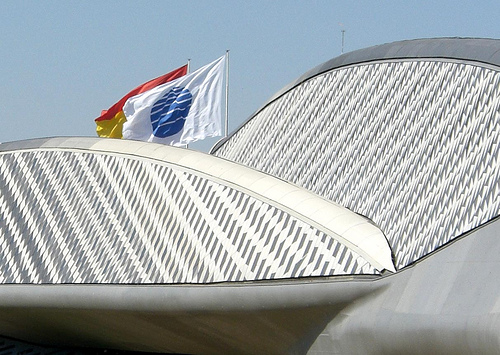
Bandeira da Oficina Internacional de Exposições detrás do Pavilhão Puente na Expo 2008 Saragoça

O Gabinete Internacional de Exposições (português europeu) ou Bureau Internacional de Exposições (português brasileiro) ou BIE é uma organização internacional intergovernamental, com sede em Paris, França, dotada de personalidade jurídica interna e internacional, encarregada de vigiar e prover a aplicação da Convenção relativa às Exposições Internacionais.

## Origem

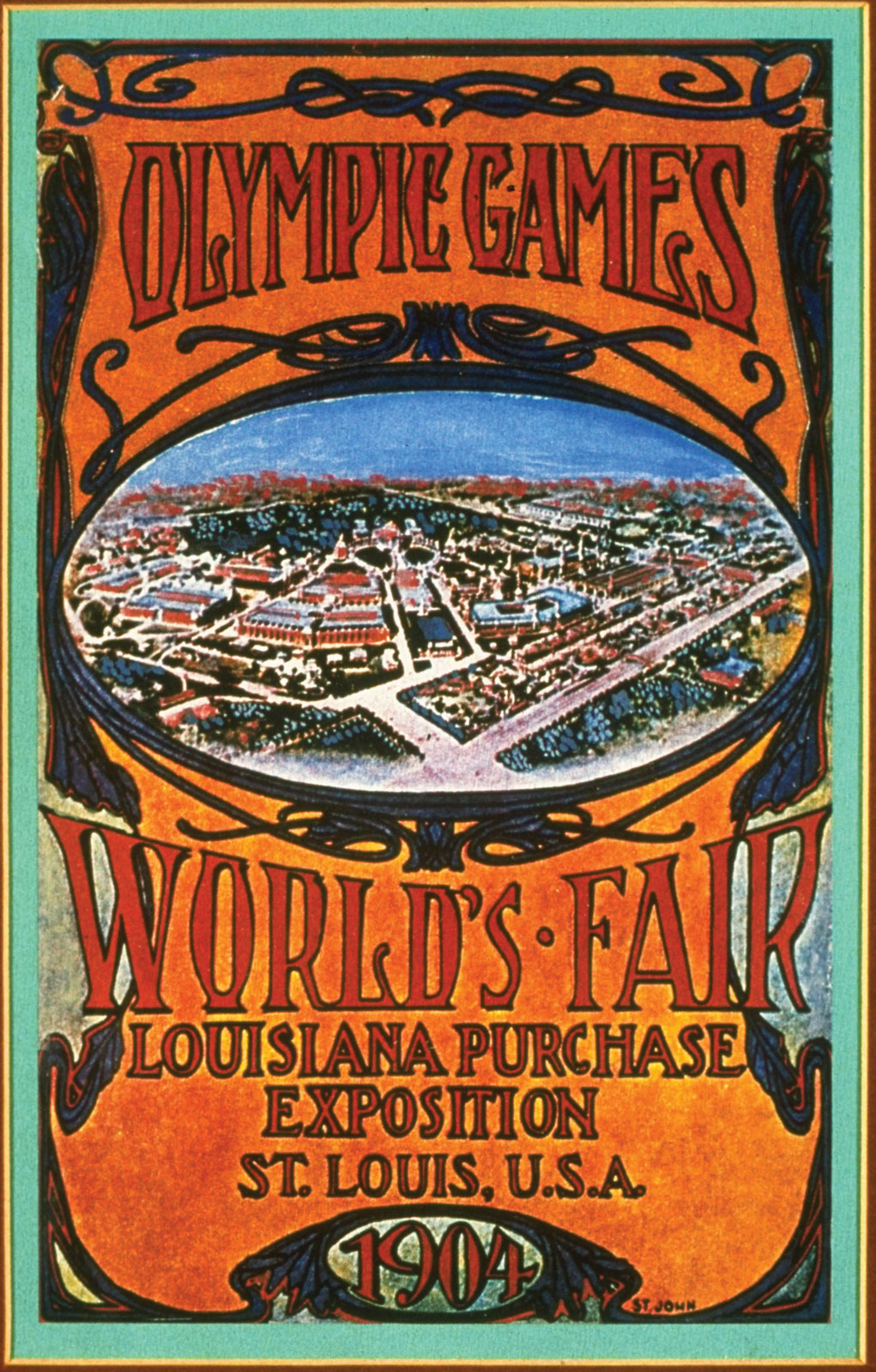
Cartaz da Exposição Universal e dos Jogos Olímpicos de 1904.

A Convenção relativa às Exposições Internacionais, de 22 de novembro de 1928, estabelece no seu artigo 10 a criação da Oficina Internacional de Exposições, que ficou instituída na reunião que convocou o Governo da França para se efetuar entre os dias 17 e 19 de janeiro de 1931.
De 20 de maio de 1931, a Oficina Internacional de Exposições ficou sob a autoridade da Sociedade de Nações. Mais tarde, quando esta desapareceu e a Organização das Nações Unidas (ONU) ocupou o seu lugar, a Oficina Internacional de Exposições tornou-se autônoma.

## Funções
A função do BIE é cuidar e organizar as Exposições Internacionais que tenham uma duração maior de três semanas mas não ultrapassem os seis meses, organizadas oficialmente por um Estado sede e cujos convites a outros Estados façam chegar pela via diplomática, exceto as de belas artes e as de natureza essencialmente comercial. O Bureau Internacional de Exposições menciona expressamente no seu site que “o BIE não tem a ver com feiras comerciais e, em efeito, o grau de atividades comerciais nas Exposições Internacionais do BIE regula-se cuidadosamente”.
O Bureau Internacional de Exposições, além das funções específicas para as que foi criada, acumulou conhecimento e experiência na preparação e desenvolvimento de 46 exposições internacionais, desde a de Bruxelas em 1935 até a Shanghai e as próximas em Yeosu, em 2012, e Milão, em 2015.
O número de membros do Bureau Internacional de Exposições aumentou consideravelmente nos últimos anos. Ao começar as suas atividades em 1931, contava somente com 10 Estados membros; em 26 de maio de 2008, o número subiu para 153, 47 dos quais se tornaram membros entre 2004-2007, e 13 se tornaram membros em 2008. Ao longo da existência da Oficina Internacional de Exposições, as exposições internacionais receberam a mais de 500 milhões de visitantes.

## Organização interna
Inicialmente, o Bureau Internacional de Exposições estava estruturado com conselho de administração, uma comissão de classificação e um diretor.
Atualmente, esta organização internacional é integrada por uma Assembleia Geral que se reúne de maneira ordinária duas vezes por ano, um Presidente, um Secretário Geral (a partir da 71º Assembleia Geral, que foi realizada 25 de maio de 1972, a figura de Diretor Geral foi substituída pela de Secretário Geral), e quatro comissões presididas cada uma por um vice-presidente.
- Comissão executiva: Examina as petições de registro de exposições para as submeter à consideração da Assembleia Geral e resolve os assuntos que lhe sejam de sua responsabilidade e que não sejam da competência particular das demais comissões. É formada por doze delegados.
- Comissão de regulamento: Analisa e transmite para a sua aprovação os regulamentos especiais das exposições, cria os regulamentos e estabelece os regulamentos internos da Oficina Internacional de Exposições. É também composta por doze delegados.
- Comissão de administração e orçamento: Controla a gestão, verifica a administração financeira e estabelece o orçamento anual do Bureau

Internacional de Exposições. É integrada por nove delegados.
- Comissão de informação: Elabora e publica os boletins da Oficina Internacional de Exposições e estuda as medidas para promover o conhecimento desta organização internacional. É também composta por nove delegados.

## Categorias de exposições internacionais reguladas pela Oficina Internacional de Exposições

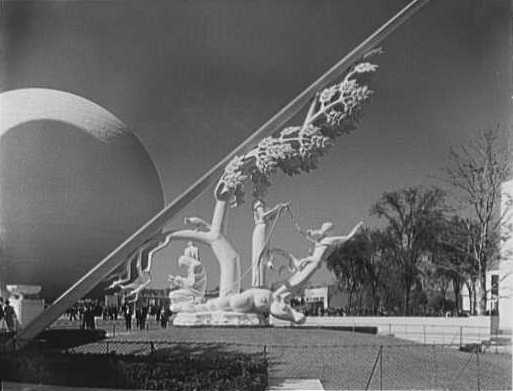
A Perisphere, símbolo da Exposição Geral de segunda categoria de Nova Iorque (1939).

A partir da entrada em vigor da Convenção relativa às Exposições Internacionais, a 17 de janeiro de 1931, existiram três esquemas diferentes de classificação de Exposições Internacionais.
Convenção relativa às Exposições Internacionais (em vigor de 17 de janeiro de 1931 a 8 de junho de 1980)
- Exposição Geral de Primeira Categoria
- Exposição Geral de Segunda Categoria
- Exposição Especializada

Emenda de 30 de novembro de 1972 (em vigor de 9 de junho de 1980 a 18 de julho de 1996)
- Exposição Universal
- Exposição Especializada

Emenda de 31 de maio de 1988 (em vigor de 19 de julho de 1996 à data)
- Exposição Registrada
- Exposição Reconhecida

De acordo com a recomendação No. 1 do Grupo de Trabalho da Oficina Internacional de Exposições, uma Exposição Registrada pode denominar-se para propósitos de promoção e informação como "Exposição Universal" ou "Exposição Mundial", e uma Exposição Reconhecida como "Exposição Internacional".
A Oficina Internacional de Exposições reconhece também as exposições de horticultura recomendadas pela Associação Internacional de Produtores de Horticultura (International Association of Horticultural Producers, AIPH) e a Trienal de Milão.

## Altos funcionários públicos na história da Oficina Internacional de Exposições

### Presidentes
- Alphonse Dunant (Suíça) 19 de janeiro de 1931 a 1938.
- Adrien van der Burch (Bélgica) 8 de novembro de 1938 a 1939.
- Léon Barety (França) 1939 a 1950 (não oficial) 2 de maio de 1950 a 1971.
- Joseph Hamels (Bélgica) 2 de junho de 1971 a 1973.
- Max Troendels (Suíça) 29 de novembro de 1973 a 1977.
- Patrick Reid (Canadá) 14 de dezembro de 1977 a 1981.
- Cort van der Linden (Países Baixos) 9 de dezembro de 1981 a 1985.
- Jacques Sol-Rolland (França) 5 de dezembro de 1985 a 1991.
- Ted Allan (Reino Unido) 12 de dezembro de 1991 a 1993.
- Ole Philipson (Dinamarca) 8 de dezembro de 1993 a 1999.
- Gilles Noghès (Mónaco) 8 de dezembro de 1999 a 2003.[11]
- Jianmin Wu (China) 12 de dezembro de 2003 a 2007.[12]
- Jean-Pierre Lafon (França) 27 de novembro de 2007.[13]
- Ferdinand Nagy (Romênia) 23 de novembro de 2011.[14]
- Steen Christensen (Dinamarca) 25 de novembro de 2015.[15]
- Choi Jae-chul (Coreia do Sul) 27 de novembro de 2019.[16]

### Diretores
- Maurice Isaac 19 de janeiro de 1931 (a esposa de Maurice Isaac foi diretora interina desde a morte deste durante a Segunda Guerra Mundial até 1960)
- Geneviève Marechal 5 de maio de 1960.
- René Chalon 22 de junho de 1964.[11]

### Secretários Gerais
- René Chalon 25 de maio de 1972.
- Marie-Hélène Defrene 9 de dezembro de 1981.
- Vicente González Loscertales 11 de junho de 1993.[11]
- Dimitri S. Kerkentzes 1 de janeiro de 2020.[17]